# 石膏 (單曲)
《石膏》（ギブス，Gibs／Gips）是日本音樂家椎名林檎的第五張單曲，和第六張單曲《罪與罰》一起於2000年1月26日由東芝EMI／Virgin Music發行。而「石膏」和「在這裡接吻」這兩首歌，被歌迷公認為是椎名林檎的代表作。初回生產限定盤為「雷射內頁」。
在單曲銷售成績方面，本張單曲在日本Oricon銷售榜上最高位居單週第3名，名列2000年年度銷售榜第27位。而在日本唱片協會所公佈的RIAJ數位下載榜中，歌曲「石膏」最高曾名列單週第46名。在銷售認證上，單曲《石膏》銷售突破80萬張，在2000年2月通過日本唱片協會認定為雙白金唱片。而歌曲「石膏」的數位下載也在2010年10月通過日本唱片協會認定為金唱片。

## 單曲概要
《石膏》是椎名林檎繼1999年10月發表《本能》後，睽違三個月的新單曲，與第六張單曲《罪與罰》同日發行。起初，單曲《石膏》預定為椎名林檎首張專輯《無限償還》後，下一個發售的作品（原訂1999年4月發售），但在專輯《無限償還》發行後，因為椎名林檎的身體出現微恙，因此她休息了一段時間才開始準備下一張單曲《本能》。而在這一兩個月的休養期間，椎名林檎跑去學開車，並入手一部新車，取名為「希特勒」。
之後，當唱片公司在商議單曲《本能》的續作時，椎名林檎認為要在《罪與罰》及《石膏》兩張單曲之間做選擇太過於困難，因此便同時發售。而《石膏》也沒有讓唱片公司失望，成為椎名林檎史上銷售第二佳的單曲。同時，在2011年日本NTT公司舉行的「椎名林檎歷代單曲喜愛排行榜」調查中，歌曲「石膏」以11%的選票，名列排行榜第四位。
椎名林檎表示「石膏」、「在這裡接吻」與「席德與白日夢」並列「席德三部曲」。「石膏」為正在熱戀中的曲目，而「在這裡接吻」則述說交往的男生腳踏兩條船的曲目。前者為17歲的創作，後者則為16歲時的創作。而在「石膏」的音樂錄影帶中，導演採用黑暗的意象，連帶的在本張單曲封面中，椎名林檎看似在切蘋果，但淺意識卻更像在割脈自殺。
在單曲發售時程上，本張單曲於2000年1月26日在日本發行，台灣則是與日本同步發行單曲。之後，於2006年2月1日開始接受歌迷全曲下載的服務。
最後，在單曲銷售成績方面，本張單曲在發行當週以40萬張的銷售量在日本Oricon銷售榜上位居第3名，總計在Oriocn銷售榜上榜12週，累積銷售達71.4萬張，名列2000年年度銷售榜第27位。同時，單曲銷售突破80萬張，在2000年2月通過日本唱片協會認定為雙白金唱片。而在日本唱片協會所公佈的RIAJ數位下載榜中，歌曲「石膏」最高曾名列單週第46名。累積歌曲「石膏」的數位下載突破10萬次，並在2010年10月通過日本唱片協會認定為金唱片。

### 對稱美學
《石膏》和《罪與罰》這兩張同一天發行的新單曲，首次出現椎名林檎對稱美學，日後在專輯《勝訴的新宿舞孃》的訪談中提到：「以勝訴的新宿舞孃來說，如果沒有『自我』的話，『禁慾』也會消失。就是有這種多餘的拘泥，讓有些歌曲因而變得很可憐。」在這兩張單曲中，歌曲曲目的順序皆是以「A面曲、翻唱曲、B面曲」這樣的方式排列。在單曲封面上，《石膏》採用藍色的色調，椎名林檎並將蘋果給切成兩半，而在《罪與罰》則是採用紅色的色調，這次則是把車子給切成兩半。此外，兩張單曲都有客座吉他手，分別是《石膏》中彈奏「Σ」的田渕ひさ子及在《罪與罰》中彈奏的淺井健一。
|  | 01 |  |
|  | 02 |  |
|  | 03 |  |
|  |    |  |

### 音樂錄影帶

音樂錄影帶中椎名林檎穿著低胸造型拍攝，造成旋風

歌曲「石膏」的音樂錄影帶是以葬禮為主軸，導演為番場秀一。團員穿著黑色的西裝參與這場葬禮，而椎名林檎也以黑色洋裝亮相。另外一幕則是在荒野拍攝，是製作團隊利用富士山火山灰的園藝用土所製作出來的，另外還使用紅黑色綻放的花朵及高聳的十字架裝飾整個荒野。在音樂錄影帶中的椎名林檎身穿紫藕色低胸洋裝彈奏吉他，曾經在日本造成一股旋風，但實際上那件衣服是椎名林檎在澀谷109百貨購買的。
至於唱到「i wanna be with you」時椎名林檎翻白眼的動作，則是她拍攝音樂錄影帶時臨時想到的。還有在音樂錄影帶中，椎名林檎曾經倒下去、祭師拋起花束等動作代表著死亡，可是最後椎名林檎卻又站起來形同復活，其實最後的復活是代表死後世界。另外，在音樂錄影帶中演出的樂團是天才顯微鏡片，曾經在《校舍高潮》演唱會中演出，之後更收錄在演唱會錄音單曲《絕頂集》中。

## 曲目
| 曲序     | 曲目     |          | 作曲     | {{{extra_column}}} | 时长  |
| -------- | -------- | -------- | -------- | ------------------ | ----- |
| 1.       | 石膏     | 椎名林檎 | 椎名林檎 | 龜田誠治, 椎名林檎 | 5:28  |
| 2.       | 東京女子 | 山上路夫 | 澤田研二 | 龜田誠治, 椎名林檎 | 2:49  |
| 3.       | Σ        | 椎名林檎 | 椎名林檎 | 龜田誠治, 椎名林檎 | 3:14  |
| 总时长： | 总时长： | 总时长： | 总时长： | 总时长：           | 11:34 |

### 曲目介紹
1. 石膏
  - 收錄於《勝訴的新宿舞孃》專輯中

「石膏」這首歌是椎名林檎17歲時的創作，主要是想要傳達自己心聲給正在交往中男友[8]。而在歌詞出現的「科特、寇特妮」（カート、コートニー）指的是科特·柯本（カート・コバーン）和其妻子寇特妮·洛芙（コートニー・ラブ）這對戀人，來表達對歌的情感。而編曲人龜田誠治非常喜歡此首歌，甚至表示在自己的葬禮上希望能撥放這首歌的背景音樂版本。
2. 東京女子（日語：東京の女）
  - 收錄於《我．放電》專輯中

翻唱曲，原唱：花生姊妹（日语：ザ・ピーナッツ）
椎名林檎表示因為父親非常喜歡樂團「花生姊妹」，因此從小就在他們歌曲的影響下成長[8]。雖然有人會認為「歌舞伎町的女王」和「東京女子」很類似，但椎名林檎表示「歌舞伎町的女王」是地下藝術（英语：Underground art）的代表作，而她在錄製「東京女子」時並不是以地下藝術做為起點，而是以「對我而言難道歌舞伎町的女王是很普通的事情嗎[8]？」
3. Σ
  - 收錄於《我．放電》專輯中

兩位客串歌手的演出，分別是NUMBER GIRL的田淵ひさ子（日语：田淵ひさ子）擔任電吉他手與Buffalo Daughter（日语：Buffalo Daughter）的。

## 演出人員及後製
| １石膏 ３Σ | ２東京女子 後製資訊 - 於) STEREO KAMESUTA STUDIO - 於) Bernie Grundman |

## 翻唱歌曲
- 瑪莉·笛比 - 收錄於專輯《Second Home》（2009年）
- JUJU - 收錄於專輯《JUJU的點歌本》（2010年）
- Ms.OOJA - 收錄於單曲《石膏/仰望星空》（2012年）、專輯《WOMAN -Love Song Covers-》（2012年）

## 銷售排行

### Oricon 銷售榜(日本)
《石膏》於1月26日發行單曲。發行首週，在日本公信榜Oricon的單曲榜2000年2月第1週付的榜單中以400,330張銷售量居單週第三名。同週第一名是銷售量突破60萬大關的樂團南方之星所發行的單曲「海嘯 (單曲)」，第二名則是偶像組合早安少女組的單曲「戀愛熱舞站」，而椎名林檎同時售的新單曲《罪與罰》則以36.6萬張位居第四名。第二週則以銷售量78,870張位居9位。第三週則以銷售量80,740張上升至7位。總計《石膏》在日本公信榜Oricon的單曲榜上榜12週，累積銷售達71.4萬張。同時在2000年年銷售榜中，《石膏》以71.4萬張銷售量居全年第27名。而當年度歌手總銷售金額排行榜中，則以122.0億日圓居全年第3位。
| 名稱               | Oricon銷售榜 | 初登場 | 初登場  | 最高  | 最高    | 總銷售量 | 累積上榜次數 |
| 名稱               | Oricon銷售榜 | 排 行  | 銷售量  | 排 行 | 銷售量  | 總銷售量 | 累積上榜次數 |
| ------------------ | ------------ | ------ | ------- | ----- | ------- | -------- | ------------ |
| 2000年1月26日 石膏 | 週銷售排行榜 | #3     | 400,300 | #3    | 400,300 | 714,240  | 12週         |
| 2000年1月26日 石膏 | 月銷售排行榜 | #4     | 606,580 | #4    | 606,580 | 714,240  | 12週         |
| 2000年1月26日 石膏 | 年銷售排行榜 | #27    | 714,240 | #27   | 714,240 | 714,240  | 12週         |

### 其他銷售榜
| 排行榜名稱            | 最高排名 |
| --------------------- | -------- |
| (日本) CDTV Top 100   | #3       |
| (日本) RIAJ數位下載榜 | #46      |

### 銷售認證
| 認證單位              | 銷量                 |
| --------------------- | -------------------- |
| (日本) RIAJ：單曲銷售 | 雙白金唱片 (800,000) |
| (日本) RIAJ：數位下載 | 金唱片 (100,000)     |

## 發行歷史
| 國家 | 發行日期      | 發行形式       | 唱片公司              | 商品編號   |
| ---- | ------------- | -------------- | --------------------- | ---------- |
| 日本 | 2000年1月26日 | CD             | 東芝EMI／Virgin Music | TOCT-22051 |
| 台灣 | 2000年1月26日 | CD(進口初回盤) | 東芝EMI／Virgin Music | TOCT-22051 |
| 台灣 | 2000年1月26日 | CD(台壓盤)     | 科藝百代              | 88822428   |

## 宣傳行程
| 類型 | 日期       | 名稱                |
| ---- | ---------- | ------------------- |
| 電視 | 2000/01/29 | 【TBS】COUNTDOWN TV |
| 電視 | 2000/02/05 | 【NHK】Pop Jam      |

## 脚注